# Trinia muricata
Trinia muricata là một loài thực vật có hoa trong họ Hoa tán. Loài này được Godet miêu tả khoa học đầu tiên.